# Nicolò Baschiera
 (avril 2019).
Si vous disposez d'ouvrages ou d'articles de référence ou si vous connaissez des sites web de qualité traitant du thème abordé ici, merci de compléter l'article en donnant les références utiles à sa vérifiabilité et en les liant à la section « Notes et références ».
Nicolò Baschiera, mort à Milan le 13 février 1780, est un ingénieur et architecte italien. 
Il était officier du corps impérial des ingénieurs.

## Biographie

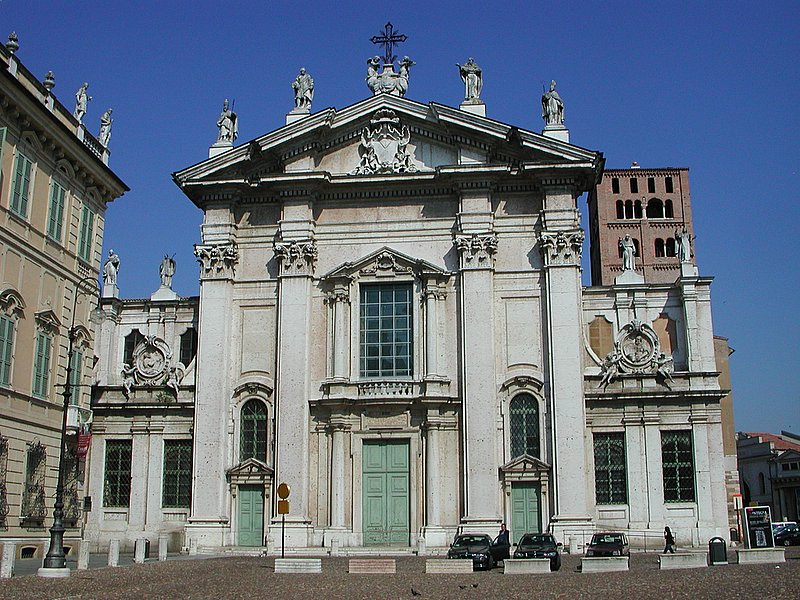
Façade de la cathédrale de Mantoue, conçue par Nicolò Baschiera

D'origine romaine, il entre dans l'armée impériale le 14 avril 1734 et entame une brillante carrière militaire. Après une première promotion au grade de lieutenant, il devient capitaine le 12 octobre 1738 et, en 1742, est transféré de Toscane vers la forteresse de Mantoue, où il gravit les échelons dans la hiérarchie militaire de l'armée des Habsbourg. Il est promu major en 1756, puis en 1762, lieutenant-colonel, et finalement colonel.  
A Mantoue où il s'établit, il est considéré comme l'un des meilleurs ingénieurs militaires et hydrauliques lombard du duché de Milan. Il travaille à la conception des défenses de la ville qui redevient une ville fortifiée. Mantoue occupe une position stratégique alors primordiale : à la suite de la chute des Gonzague, elle vient d'être annexée par la maison d'Autriche. 
Nicolò Baschiera est chargé, après concours public, de concevoir la façade de la cathédrale de Mantoue qui est reconstruite entre 1756 et 1761.   
En 1769, il s'installe à Milan pour superviser la réorganisation des fortifications militaires de la Lombardie autrichienne, sans jamais interrompre ses relations professionnelles avec la ville de Mantoue. 
Il est également chargé par Marie-Thérèse d'Autriche de présider la commission intergouvernementale autrichienne (Autriche - république de Venise) qui a rédigé le traité d’Ostiglia réglementant l'usage des eaux territoriales utilisées par Mantoue et la Vénétie. Ce traité a ensuite été intégré au Traité sur les Tartares[Quoi ?].  